# Вяземка (Кемеровская область)
Вя́земка — деревня в Ижморском районе Кемеровской области. Входит в состав Красноярского сельского поселения.

## География
Центральная часть населённого пункта расположена на высоте 258 метров над уровнем моря.
В центре деревни располагается озеро, через которое протекает река Алчедат.

## История
В 2024 году Вяземке находилось несколько небольших фермерских и охотничьих хозяйств и частных домовладений. Располагавшаяся ранее на окраине деревни пасека была перевезена за пределы Вяземки, ближе к Красному Яру. 

## Население
По данным Всероссийской переписи населения 2010 года, в деревне Вяземка проживает 15 человек (9 мужчин, 6 женщин). В 2020 году население составляло уже 18 человек. 